# Stanisław Tabaczyński
Stanisław Tabaczyński (ur. 1 kwietnia 1930 w Poznaniu, zm. 28 listopada 2020 w Warszawie) – polski archeolog mediewista polski, prof. dr hab., członek rzeczywisty Polskiej Akademii Nauk od 1994, honorowy Przewodniczący Komitetu Nauk Pra- i Protohistorycznych PAN.

## Życiorys
Studiował na Uniwersytecie im. Adama Mickiewicza w Poznaniu; pracował w latach 1953–1956 w Katedrze Archeologii Polski Uniwersytetu Adama Mickiewicza, a od 1956 do przejścia na emeryturę – w Instytucie Historii Kultury Materialnej PAN (obecnie Instytut Archeologii i Etnologii PAN).
Prowadził liczne badania archeologiczne w Polsce: w latach 1950–1957 w ramach badań milenijnych uczestniczył w wykopaliskach w Poznaniu, Wrocławiu, Biskupinie, Kołobrzegu i Czermnie nad Huczwą; od 1958 do 1957 kierował badaniami w Nakle nad Notecią; w latach 1969–1974 – w Sandomierzu; w latach 1996–1999 – w Zawichoście nad Wisłą. Ponadto kierował badaniami zagranicznymi: w Wenecji oraz w miastach wczesnośredniowiecznych Capaccio Vecchia i Civita di Ogliara we Włoszech, badaniami opuszczonych wsi średniowiecznych we Francji, badaniami w Algierze i Tilimsan w Algierii.
Był jednym z pierwszych archeologów polskich, którzy wprowadzili do tej nauki problematykę teorii i metodologii.
Wykładał na wielu uniwersytetach w Polsce (m.in. na Uniwersytecie Marii Curie-Skłodowskiej w Lublinie) i zagranicą (m.in. na Sorbonie w Paryżu). W 1993 odznaczony Krzyżem Kawalerskim Orderu Odrodzenia Polski.
Był autorem licznych publikacji naukowych, z których najważniejsze publikacje książkowe to:
- Z badań nad wczesnośredniowiecznymi skarbami srebrnymi Wielkopolski (1958)
- Neolit środkowoeuropejski. Podstawy gospodarcze (1970)
- Rewolucja neolityczna i jej znaczenie dla rozwoju kultury europejskiej (z W. Henslem, 1978)
- Sandomierz. Starożytność – wczesne średniowiecze (z A. Buko, 1981)
- Teoria i praktyka badań archeologicznych, T. 1: Przesłanki metodologiczne (redaktor i współautor, 1986; wyd. także po włosku)
- Archeologia średniowieczna. Problemy. Źródła. Metody. Cele badawcze (1987)
- Sandomierz, badania 1969–1973, t. I–II (redaktor i współautor, 1993–1996)